# Hoya danumensis

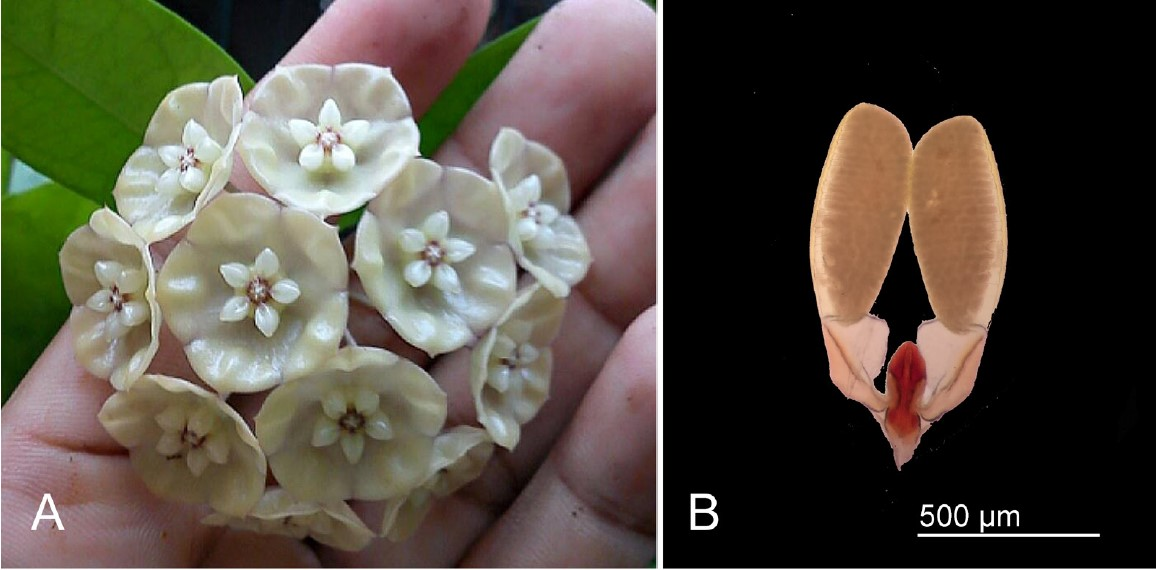
Hoya danumensis subsp amarii S.Rahayu & Rodda (2019), Blütenstand und Pollinarium

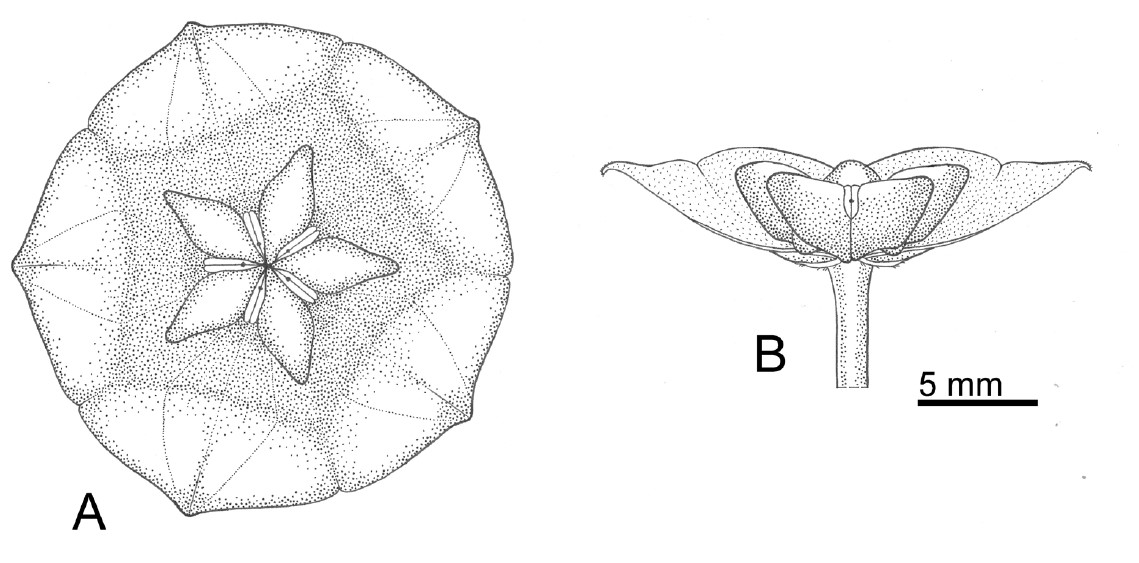
Hoya danumensis subsp amarii Rahayu & Rodda (2019) Schematische Darstellung von Blütenkrone und Nebenkrone von oben (A) und der Seite (B)

Hoya danumensis ist eine Pflanzenart der Gattung der Wachsblumen (Hoya) aus der Unterfamilie der Seidenpflanzengewächse (Asclepiadoideae) in der Familie der Hundsgiftgewächse (Apocynaceae).

## Merkmale
Hoya danumensis  ist eine epiphytische, kletternde, leicht verholzende Rankpflanze. Die zylindrischen Triebe winden sich z. T. im Gegenuhrzeigersinn. Sie sind z. T. flaumig behaart, andere Triebe sind auch kahl, oft sogar über größere Längen ohne Blätter. Sie wachsen aufrecht oder auch sich ausdehnend. Ältere Triebe verholzen. Die Blätter sind gegenständig und gestielt. Die Blattspreiten sind elliptisch-lanzettlich, ledrig und nicht sukkulent. Sie sind 8 bis 12 cm lang und messen 3 bis 5 cm in der Breite. Die Basis ist stumpfwinklig, der Apex ist scharf-gespitzt bis geschwänzt. Die Mittelrippe der Blattspreite ist auf der Unterseite erhaben, die sekundären Rippen sind weniger deutlich hervorgehoben. Die 6 bis 8 sekundären Blattvenen stehen in einem Winkel von 60 bis 80° zur Mittelrippe und spalten sich zum Blattrand hin auf. Die Blattstiele sind 3 bis 5 mm lang und messen 1 bis 2,5 mm im Durchmesser.
Die doldenförmigen, hängenden Blütenstände entspringen einzeln an den Nodien. Ein Blütenstand enthält bis zu 20 Blüten, die Oberfläche ist konvex gewölbt. Die Blütenstände hängen nach unten. Die persistierenden, kahlen Blütenstandsstiele sind 0,5 bis 1,5 cm lang. Die Rhachis bzw. der Stumpf weist die Narben früherer Blütenansätze auf. Die Blütenstiele sind kahl und 2,5 bis 4 cm lang. Die grünlichen Kelchblätter sind lanzettlich, leicht sukkulent und 1 bis 1,5 breit an der Basis und 1,5 bis 2 mm lang. Der Apex ist zugespitzt, die Außenseite ist warzig und spärlich flaumig behaart. Die weiße bis weißlich-gelbe, fleischige Blütenkrone ist an der Basis verwachsen und glockenförmig. Sie hat einen Durchmesser von 2,5 bis 3,5 cm. Die Kronblattzipfel sind kahl und überwiegend verwachsen. Der freie Teil ist etwa 0,8 bis 1 mm lang und 0,8 bis 1 mm breit. Die Ränder sind umgebogen und der Apex ist zugespitzt. An der Unterseite der Blütenkrone, zwischen den Kelchblättern und in der Nähe vom Ansatz des Blütenstiels sind deutlich Höcker ausgebildet. Die Höcker sind 4 bis 4,5 mm lang, 2 bis 2,3 mm hoch und 1 bis 1,2 mm breit. Die sternförmige Nebenkrone ist fleischig mit eiförmig-länglichen Zipfeln, 5,5 bis 6 mm langen und 2,4 bis 2,6 mm breit. Der innere, gelblich-grüne Fortsatz ist ein wenig konkav gewölbt, der äußere Fortsatz ist flach und durchscheinend weiß.
Die Pollinia sind länglich 550 bis 570 µm bei etwa 200 bis 210 µm Breite. Ein Caudicle (Translatorarm) ist 150 bis 190 µm lang. Das Corpusculum ist 210 bis 230 µm lang und 100 bis 110 µm breit. Früchte und Samen sind bisher nicht bekannt.

## Ähnliche Art
Hoya campanulata besitzt eine ähnliche, glockenförmige Blüte, die aber im Durchschnitt etwas kleiner ist. Die Zipfel der Nebenkrone sind im Durchschnitt kürzer (4,5 bis 5,5 mm vs. 5,5 bis 6) und schmaler (max. 1,5 bis 2 mm vs. 2,4 bis 2,6 mm). In Hoya campanulata fehlen die Höcker an der Unterseite der Blütenkrone nahe dem Blütenstiel.

## Geographische Verbreitung und Lebensraum
Die Nominat-Unterart ist bisher nur aus den Danum Tal in Sabah (Borneo, Malaysia) bekannt. Die Unterart Hoya danumensis subsp. amarii kennt man von Nordsumatra vor. Die Art kommt in feuchten primären Wäldern als Epiphyt gewöhnlich an Büschen und auf kleineren Bäumen kletternd in etwa 200 bis 400 m über Meereshöhe vor.

## Taxonomie
Die Ursprungspflanze wurde 1993 von Ted Green im Tal des Danum (Sabah, Borneo) gesammelt und in Hawaii weiter gezogen. Der Holotyp und die Isotypen wurde 2008 von dieser kultivierten Pflanze genommen. Der Holotyp wird im Herbarium des Naturkunde Museums in Florenz (Herbarabkürzung FI) unter der Nummer M. Rodda 2008.1h aufbewahrt. Isotypen sind in Kew Gardens (K), Naturalis in Leiden (L) und Universität Turin (TO)
Die Pflanze wurde von Hobbypflanzensammlern als Hoya campanulata Blume (Green, 1994) falsch identifiziert. Burton bildete die Art unter Hoya wallichii (Wight) C.M. Burton ab. Diese Art unterscheidet sich aber von der neuen Art durch die Nebenkronenzipfel. Die von Ted Green gesammelte Pflanze wurde daher von Sri Rahayu und Michele Rodda als neue Art beschrieben. Sie ist als gültiges Taxon akzeptiert.
Derzeit werden zwei Unterarten unterschieden:
- Hoya danumensis subsp. danumensis
- Hoya danumensis subsp. amarii S.Rahayu & Rodda (2019), Nordsumatra, glockenförmige Blütenkrone ist weniger tief, Zipfel der Nebenkrone sind etwas kürzer[3]